# 烟台黄金职业学院

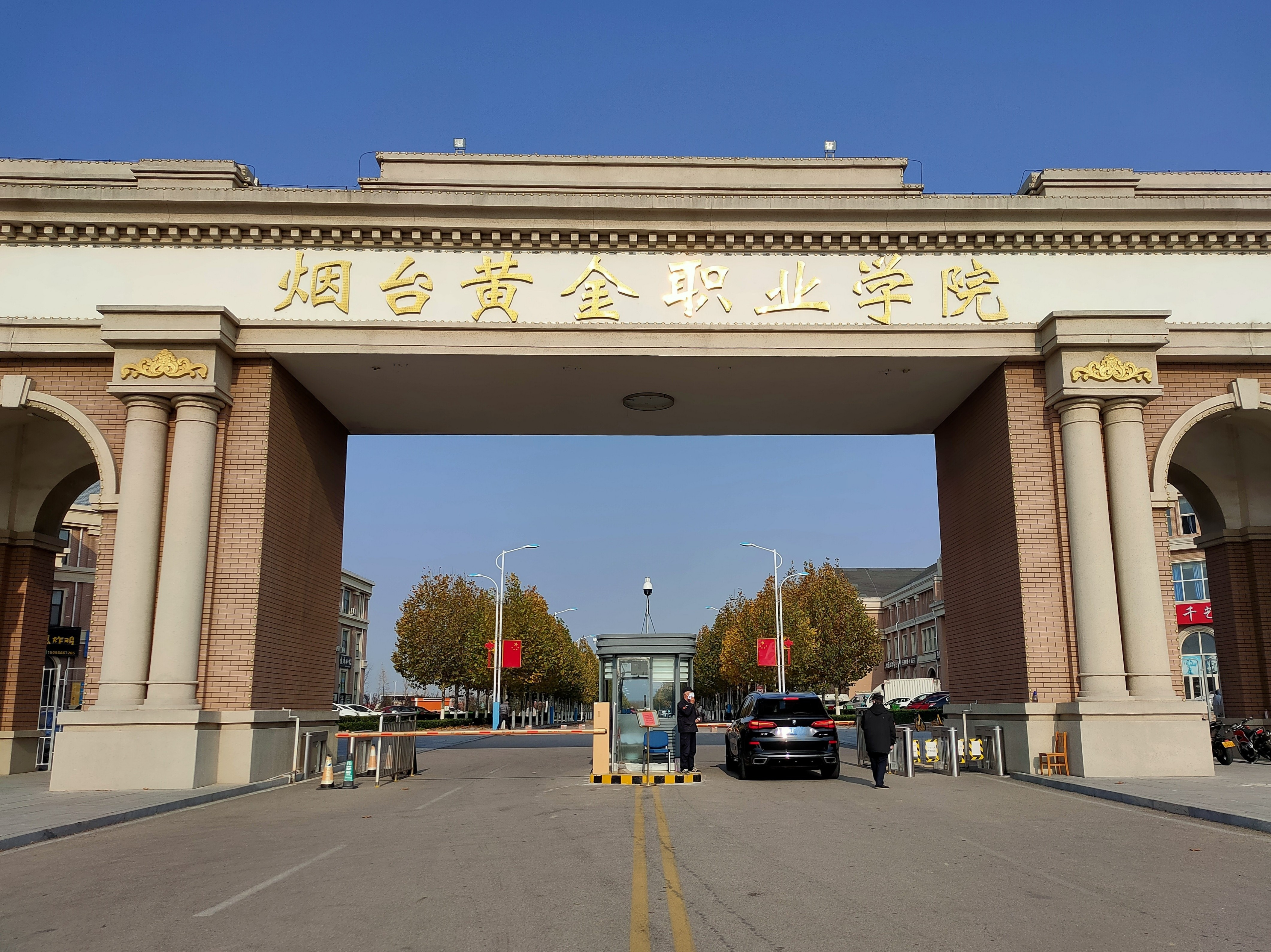
烟台黄金职业学院正门

烟台黄金职业学院位于中国山东省招远市，是一所由国有企业招金集团投资兴办的全日制普通高等职业院校。截止2021年9月，学院共设立9系（院）1部，29个专业。

## 教学机构[2]
- 地质与测量工程系
- 资源与土木工程系
- 环境与材料工程系
- 机电工程系
- 珠宝系
- 黄金经济与管理系
- 信息工程系
- 文化教育系
- 基础教学部

## 部分专业[1]
- 财务管理
- 金融管理
- 市场营销
- 电子商务
- 云计算技术与应用
- 计算机网络技术
- 电气自动化
- 机械设计与制造
- 矿业装备维护技术
- 首饰设计与工艺
- 宝玉石鉴定与加工
- 艺术设计
- 婴幼儿托育服务与管理
- 运动健康指导
- 商务英语
- 矿产地质与勘探
- 矿山地质
- 测绘工程技术
- 环境工程技术
- 矿物加工技术
- 金属与非金属矿开采技术
- 矿井通风与安全
- 机电一体化技术
- 建筑工程技术
- 软件技术